# Swiss Basketball
 (mars 2025).
Si vous disposez d'ouvrages ou d'articles de référence ou si vous connaissez des sites web de qualité traitant du thème abordé ici, merci de compléter l'article en donnant les références utiles à sa vérifiabilité et en les liant à la section « Notes et références ».
Swiss Basketball (aussi connue en tant que Fédération Suisse de Basketball) est la fédération suisse régissant la pratique du basketball au niveau national, organisée sous la forme d'une association. Elle est affiliée à Swiss Olympic ainsi qu'à la FIBA depuis 1932.

## Histoire
La fédération suisse de basketball amateur (FSBA) voit le jour en 1929 à Genève avec les associations de Genève, Vaud et Tessin.
Swiss Basketball organise également la Coupe de Suisse masculine depuis 1932 et la Coupe de Suisse féminine depuis 1940[réf. nécessaire].
En 2004, la fédération suisse de basketball amateur (FSBA) change de nom pour devenir Swiss Basketball.
Lors de l'assemblée des déléguées en 2015, les délégués de la Ligue Nationale de Basket Amateurs (LNBA) décide d'intégrer la Fédération Suisse de Basketball. Dès la saison 2016-2017, la Fédération est renommé en Swiss Basket et la LNBA en Swiss Basketball League. Ainsi lors de la saison 2016-2017, la fédération reprend l'organisation des championnats nationaux masculins et féminins, de la Coupe de la Ligue masculine et de la Coupe de la Ligue féminine. Swiss Basketball compte aujourd’hui plus de 15 000 licenciés, provenant des neuf associations régionales, qui regroupent 189 clubs.

### Évolution du nombre de licenciés
| Saison    | Nombre de licenciés | Évolution par rapport à la saison précédente |
| --------- | ------------------- | -------------------------------------------- |
| 1997-1998 | 12 549              |                                              |
| 1998-1999 | 12 242              | 2.44%                                        |
| 1999-2000 | 11 795              | 5.28%                                        |
| 2000-2001 | 13 933              | 18.12%                                       |
| 2001-2002 | 15 235              | 9.34%                                        |
| 2002-2003 | 15 156              | 0.51%                                        |
| 2003-2004 | 15 514              | 2.36%                                        |
| 2004-2005 | 15 776              | 1.68%                                        |
| 2005-2006 | 15 883              | 0.67%                                        |
| 2006-2007 | 15 352              | 3.34%                                        |
| 2007-2008 | 15 745              | 2.55%                                        |
| 2008-2009 | 15 125              | 3.93%                                        |
| 2009-2010 | 14 703              | 2.79%                                        |
| 2010-2011 | 14 496              | 1.40%                                        |
| 2011-2012 | 14 944              | 3.09%                                        |
| 2012-2013 | 15 047              | 0.68&                                        |
| 2013-2014 | 15 210              | 1.08%                                        |
| 2014-2015 | 15 222              | 0.07%                                        |
| 2015-2016 | 16 327              | 7.25%                                        |
| 2016-2017 | 17 340              | 6.2%                                         |
| 2017-2018 | 18 345              | 5.79%                                        |
| 2018-2019 | 18 658              | 1.7%                                         |
| 2019-2020 | 19 337              | 3.63%                                        |
| 2020-2021 | 18 067              | 6.56%                                        |
| 2021-2022 | 21 405              | 18.47%                                       |
| 2022-2023 | 23 727              | 10.84%                                       |
| 2023-2024 | 25 000              | 5.37%                                        |

## Fonction
Swiss Basketball est la fédération suisse de basket-ball dont le siège se situe à Fribourg. Swiss Basketball est chargée d'organiser, de diriger et de développer le basket-ball en Suisse, d'orienter et de contrôler l'activité de toutes les associations ou unions d'associations s'intéressant à la pratique du basket-ball. Swiss Basketball gère les équipes nationales, la Coupe suisse et les championnats suisses jeunesse. Elle est également responsable du développement et de la promotion de cette pratique. 
La Fédération représente le basket-ball auprès des pouvoirs publics ainsi qu'auprès des organismes sportifs nationaux et internationaux et, à ce titre, la Suisse dans les compétitions internationales. Elle défend également les intérêts moraux et matériels du basket-ball suisse. Elle est affiliée à la FIBA depuis 1932 ainsi que de la FIBA Europe de Swiss Olympic et de la Communauté d’intérêts pour le sport d’équipe (CISE).

### Présidence
| Durée du mandat | Titulaire       |
| --------------- | --------------- |
| 2014-2024       | Giancarlo Sergi |
| 2024-           | Andrea Siviero  |

### Equipe nationales
- Équipe de Suisse de basket-ball
- Équipe de Suisse de basket-ball féminin
- Équipe de Suisse U20 de basket-ball
- Équipe de Suisse U18 de basket-ball
- Équipe de Suisse U16 de basket-ball
- Équipe de Suisse U20 de basket-ball féminin
- Équipe de Suisse U18 de basket-ball féminin
- Équipe de Suisse U16 de basket-ball féminin

### Association régionales
Les Associations régionales (AR) dirigent et développent le Basketball dans la région où elles déploient leurs activités. Elles appliquent la politique sportive adoptée par l’Assemblée des Délégués, de même que tous les règlements et directives de Swiss Basketball. Elles sont structurées et organisées dans tous les domaines nécessaires pour gérer la pratique du Basketball sur leurs territoires et y organisent les compétitions cantonales ou régionales.
| Nom de l'association (abréviation)                                | canton(s) où est développé le basketball par l'AR                   | Nombre de Clubs | Nombre de membres |
| ----------------------------------------------------------------- | ------------------------------------------------------------------- | --------------- | ----------------- |
| Association Cantonale Genevoise de Basketball (ACGBA)             | Genève                                                              | 22              | 2772              |
| Association Cantonale Neuchâteloise de Basketball Amateur (ACNBA) | Neuchâtel                                                           | 7               | 642               |
| Association Fribourgeoise de Basketball (AFBB)                    | Fribourg                                                            | 12              | 1121              |
| Associazione Ticinese Pallacanestro (ATP)                         | Tessin                                                              | 16              | 2016              |
| Association Vaudoise de Basketball (AVB)                          | Vaud                                                                | 30              | 2915              |
| Association Valaisanne de Basketball (AVSBA)                      | Valais                                                              | 15              | 1400              |
| Basketballverband Nordwestschweiz (BVN)                           | Bâle-Ville, Bâle-Campagne, Jura                                     | 24              | 1564              |
| Nord-Ostschweizer Basketballverband (ProBasket)                   | restes des cantons suisses alémaniques, Liechtenstein et Vorarlberg | 69              | 3422              |
| Kantonal-Bernischer Basketballverband (KBBV)                      | Berne, Soleure                                                      | 9               | 403               |

## Compétitions

### Championnats masculins
Depuis la saison 2016-2017, la Swiss Basket-Ball League organise les championnats masculins suivant:
- SBL Men
- NBl Men
- NL1 Men (Ouest et Est)

### Championnats féminins
Depuis la saison 2016-2017, la Swiss Basket-Ball League organise les championnats féminins suivant:
- SBL Women
- NBL Women (Ouest et Est).

Depuis la saison 2019-2020, la Swiss Basket-Ball League rganise les championnats féminins suivant
- SBL Women
- NBL Women (Ouest et Est).
- NL1 Women, division organisé par la LNBA de 1994 à 2008.

la NL1 Women peut être organisé en poule unique ou en 2 groupe selon nombre d'équipe par région

### Coupe de la Ligue masculine
Outre les championnats, la SBL organise chaque année, depuis la saison 2003-2004, la Coupe de la ligue masculine, renommée SBL Cup dès la saison 2016-2017 un tournoi à élimination directe où se retrouvent les meilleures du classement à l'issue du 1er tour.
Dès la saison 2021-2022, la SBL Cup Men passe des 6 meilleures du classement à l'issue du 1er tour à 8 équipes.

### Coupe de la Ligue féminine
Outre les championnats, la SBL organise chaque année, depuis la saison 2003-2004, la Coupe de la ligue féminine, renommée SBL Cup Women dès la saison 2016-2017 un tournoi à élimination directe où se retrouvent les meilleures du classement à l'issue du 1er tour.
Dès la saison 2021-2022, la SBL Cup Women  passe des 6 meilleures du classement à l'issue du 1er tour à 4 équipes.